# Банюнин
Баню́нин — село в Україні, у Новояричівській селищній громаді Львівського району Львівської області. Населення становить 750 осіб. Орган місцевого самоврядування — Новояричівська селищна громада.

## Географія
Село розташоване на Грядовому Побужжі, у південно-східній частині Львівського району, за 38 км від обласного центру, 38 км від районного центру та 12 км від адміністративного центру селищної громади. За 19 км знаходиться найближча залізнична станція Борщовичі. 
Сусідні населені пункти:
Місцевості
Навколишні поля:
- Маринець — розташоване на півдні села, зі боку Дідилова. Василь Лаба виводить мікротопонім від поняття худоба, пастухи, наводячи паралелі з хорватськими словами marva, marvince, marvogojstvo та наддністрянським словом мерва;
- За Рудкою;
- За Гаєм;
- Ушивіци (За Церквою);
- Поле коло Кадлуба;
- Загуменки;
- Під Круглим;
- За Когутом;
- На Долинках;
- На Циганові;
- Лан в куті Грельоним;
- На Нагайові;
- За Двором;
- Чоповщина;
- Під Могилою;
- Покропивна.

Вулиці
У Банюнині налічується 13 вулиць.
- Весела
- Громадська
- Джерельна
- Замкова
- Комарова Володимира
- Курортна
- Мирна
- Незалежності
- Нова
- Спортивна
- Тиха
- Шоферська
- Щаслива

## Населення
У минулому в селі завжди переважало українське населення, про що свідчать дані наведені у таблиці нижче:
| 1832 | 350 |
| 1844 | 392 |
| 1854 | 436 |
| 1864 | 426 |
| 1874 | 470 |
| 1884 | 526 |
| 1894 | 630 |
| 1904 | 746 |
| 1914 | 815 |
| 1924 | 791 |
| 1936 | 880 |
| 1939 | 915 |
| 1968 | 765 |

У 1932 році окрім українського населення в селі мешкало 12 юдеїв та 1 римо-католик, у 1939 році — 10 юдеїв та 5 поляків.
За даними перепису населення 2001 року у селі мешкало 750 осіб.

### Мова
Розподіл населення за рідною мовою за даними перепису 2001 року був наступним:
| українська | 749 | 99,87 |
| російська  | 1   | 0,13  |

### Мовні особливості
У селі побутує говірка наддністрянського говору. У Наддністрянський реґіональний словник Гаврила Шила внесені такі слова, вживані у Банюнині:
- бабка — частина комина на горищі;
- бандзал, бандзала, банзала — сорт великої білої квасолі;
- без — бузок;
- бузьок — лелека;
- бурачинє — гичка буряків;
- вогріб — горобина;
- дзядик — палиця із загнутим кінцем;
- довбуш — дятел;
- зазулька — сонечко;
- зілница — бочка для зоління; жлукто;
- змліцок, молотильник — молотник;
- кєгиця — сніпок для покриття даху (рогів, країв);
- крет — кріт;
- лупатка — лопата;
- луска — ряска;
- мандиль — кілька обмолочених та обтрушених снопів, які використовують для покриття верхньої частини будівлі;
- муріг — дерен;
- поденок — нижня дошка воза;
- пужак — держак батога;
- рідно — рядно;
- різоха — осока;
- рісний — рясний;
- рісно — рясно;
- свербило — шипшина;
- стулец — козел для різання дров.

## Історія
Найдавніші писемні згадки про село, найімовірніше не збереглися, позаяк у 1440 році під час пожежі згоріло більшість архівних матеріалів у Львові. Тому село вперше згадується у судових книгах від 4 липня 1440 року під назвою Банюнин або Dycis, коли Іван Банюнинський (тодішній власник села) виграв процес в князя Михайла з Вільшаниці. Дослідник Василь Лаба допускає тлумачення другої назви Dycis як спотворене лат. Ducis, тобто Княже.
За реєстрацією 1515 року частина Банюнина була розорена татарами і лише 3 (три) лани залишилися зеленими. За ілюстрацією 1578 року частина села Банюнин належала Миколаю Герберту з трьома ланами і ставом та одним загородником.
У 1850 році після скасування панщини у села Банюнин був 1371 морг землі, з яких 456 моргів належало Кароліні Веберг. Решта землі була селянська та парафіяльна. Панами поступово були: Зельський, Гарбер, Вітлін, Піштинський, останній з яких близько 1877 року продав землю Розенбергу. Вже на початку XX століття Розенберг перепродав землю Розалії Трускальовській, яка пізніше розпарцелювала всю землю. 
У 1920 році через Банюнин на село Борщовичі вела наступ Перша кінна армія під командуванням Семена Будьонного. 
24 серпня 1939 року була підписана угода про ненапад між Німеччиною та Радянським Союзом відома, як пакт Молотова — Ріббентропа. Пакт гарантував нейтралітет Радянського Союзу в конфлікті Третього Рейху з Польщею та країнами Заходу, та давав можливість повернення Радянським Союзом втрачених Росією у першій світовій війні територій. Таємним додатковим протоколом визначались сфери взаємних інтересів обох держав у Східній Європі та поділ Польщі між ними при очікуваному у ті дні нападі Німеччини на Польщу.
Німеччина почала виконувати умови цієї угоди, розпочавши польську компанію, себто вже 1 вересня 1939 року напала на Польщу. Цей день і є початком Другої світової війни. Лише за 27 днів німецькі окупаційні війська анексували частину Польщі та вийшли на умовну лінію Керзона. 17 вересня 1939 року о п'ятій годині ранку передові та диверсійно-штурмові загони Червоної Армії перетнули радянсько-польський кордон на річці Збруч. 
З приходом радянської влади у 1939 році у Банюнині та навколишніх селах утворили сільські ради, а у самому селі ще й був організований Тимчасовий комітет.
Під час німецької окупації на примусові роботи до Німеччини було вивезено близько 20 осіб, переважно молодих хлопців та дівчат.
Вже по війні, 12 вересня 1948 року, у селі Банюнин був створений колгосп Імені 17 вересня. У 1984 році було розпочато будівництво газопроводу, який офіційно запрацював 5 серпня 1986 року. 

## Пам'ятки, визначні місця

### Церква Різдва Пресвятої Богородиці
Церква Різдва Пресвятої Богородиці споруджена у 1897 році за проєктом архітектора Василя Нагірного на місці давнішої дерев'яної церкви. У церкві збереглися іконостас, якому близько 100 років, обабіч якого знаходяться старовинні престоли та копія Чудотворної ікони Божої Матері Ярославської «Двері Милосердя», яка була в особливий спосіб прославлена в рік Божого Милосердя у Католицькій Церкві. Також у церкві зберігають книжку-стародрук, видану у друкарні Михайла Сльозки у Львові, ймовірно 1644 року. Церква перебуває у користуванні парафій Різдва Пресвятої Богородиці села Банюнин Української греко-католицької церкви та Православної церкви України.
|              | о. Павло Камінський   |
|              | о. Пилипчук           |
|              | о. Розумний           |
|              | о. Град               |
|              | о. Ярослав Хома       |
|              | о. Антін Підгорецький |
|              | о. Жеребецький        |
|              | о. Михайло Пастирнак  |
|              | о. Йосиф Бучко        |
|              | о. Ярослав Чухній     |
|              | о. Григорій Манюк     |
|              | о. Ярослав Солоб      |
|              | о. Степан Лібич       |
| 1993—по нині | о. Іван Пишкович      |

## Пам'ятки монументального мистецтва

### Меморіали, пам'ятники
В селі споруджено символічну могилу борцям за волю України, встановлено Хрест 1000-ліття хрещення Русі-України.

## Інфраструктура

### Транспорт
Через село проходить автомагістраль М06 Київ—Чоп. З автостанції села Банюнин курсують автобуси до міст Львова, Бродів, Золочева, Кам'янки-Бузької, Глинян та до найближчих сіл.

### Освіта
У селі працюють дошкільний навчальний заклад загального розвитку та загальноосвітня школа I—II ступенів.

### Економіка
У селі діють підприємства:
- сільськогосподарське підприємство з обмеженою відповідальністю «Нива» — займається змішаним сільським господарством;
- товариство з обмеженою відповідальністю «Автопаливосервіс» — займається роздрібною торгівлею пальним;
- мале підприємство «Наталя» — займається роздрібною торгівлею.
- 100 фазанів випустили у мисливських угіддях Львівщини. Птахи оселилися в лісах поблизу села Банюнин.Розвести фазанів для відновлення популяції вирішили місцеві лісівники[15].

У 2014 році затверджено генеральний план забудови с. Банюнин.

### Спорт
Місцеви ФК «Нива» — переможець районного Кубка з футболу «Весна-2017».

## Відомі люди
- Руський Іван Михайлович — голова колгоспу імені XX з'їзду КПРС, Герой Соціалістичної Праці.
- Янів Ярослав Васильович — український військовик, старший солдат Збройних сил України, учасник російсько-української війни[18].